# New York Stadium
New York Stadium är en fotbollsarena i Rotherham i England. Arenan invigdes i juli 2012 och är hemmaarena för Rotherham United.